# Rhadamanthus

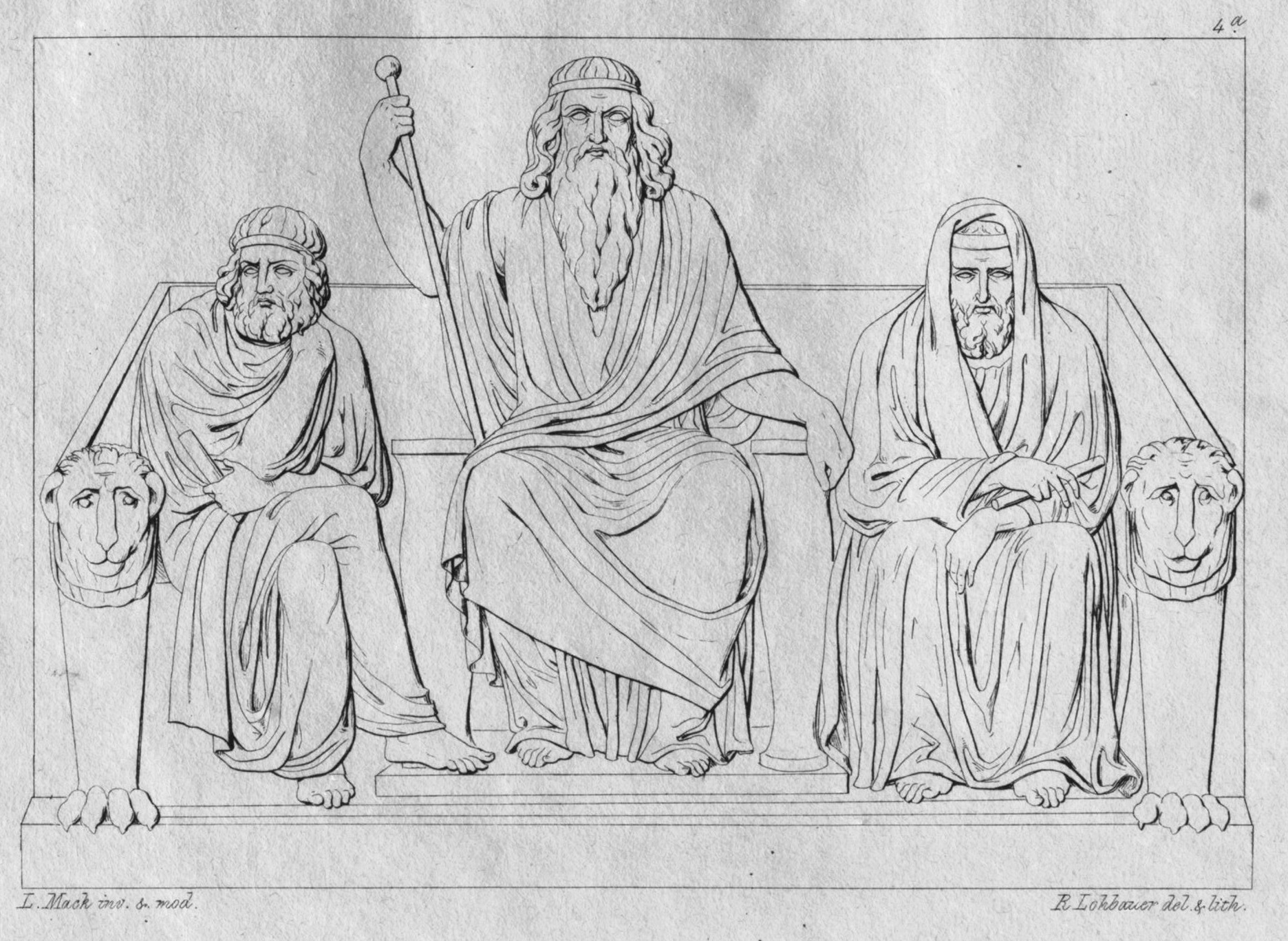
Minos, Aiakos và Rhadamanthys

Trong thần thoại Hy Lạp, Rhadamanthus (/ˌrædəˈmænθəs/) hoặc Rhadamanthys (tiếng Hy Lạp cổ: Ῥαδάμανθυς) là một vị vua khôn ngoan của đảo Crete. Trong các sách về sau này, ông được cho là một trong những thẩm phán những người đã chết.

## Từ nguyên
Tên của Rhadamanthus có thể có nghĩa là 'nhà tiên tri que' bắt nguồn từ hai từ Hy Lạp mantis "soothsayer, seer" và rhabdos "que, đũa". Nó cũng có thể liên quan về mặt từ nguyên với adámas Hy Lạp "bất khả chiến bại, không được thuần hóa", damázo "để chế ngự, chế ngự, chinh phục."

## Gia đình
Rhadamanthus là con trai của Zeus và Europa và là anh trai của Sarpedon và Minos (cũng là một vị vua và sau đó là thẩm phán của người chết). Cùng với anh em của mình, Rhadamanthus được nuôi dưỡng bởi Asterion, cha dượng của họ. Ông có hai người con trai, Gortys (gắn liền với Gortyna, Crete) và Erythrus (người sáng lập Erythrae).
Các nguồn khác (ví dụ Plutarch, Theseus 20) tin rằng Rhadamanthys chứ không phải Dionysus là chồng của Ariadne, và cha của Oenopion, Staphylus và Thoas. Trong tài khoản này, Ariadne là con gái của Minos, anh trai của Rhadamanthys; một Ariadne khác là con gái của cháu trai và tên của Minos, người có trong truyền thuyết Theseus, và đã được Dionysus giải cứu.

## Thần thoại

### Pháp luật
Mặc dù thường xuyên được coi là một trong những thẩm phán của người chết trong thế giới ngầm, ông được biết đến với một vài hoạt động lập pháp. Có một đề cập đến luật Rhadamanthus ra lệnh cho người Cretans thề với động vật  và một luật khác của Rhadamanthus nói rằng nếu một người tự bảo vệ mình chống lại kẻ khác đã khởi xướng bạo lực thì họ sẽ không bị phạt.

### Lưu vong khỏi Crete
Bị đuổi ra khỏi đảo bởi Minos, người ghen tị với sự nổi tiếng của mình, ông trốn đến Boeotia, và kết hôn với Alcmene, góa phụ của Amphitryon và mẹ của Heracles. Ngoài ra, theo một số truyền thống, ông là một gia sư cho Heracles. Điều này cũng được Tzetze, một nhà sử học thời trung cổ đề cập.
Nhìn chung, phạm vi hoạt động cụ thể của Rhadamanthus có xu hướng là các đảo Aegean, ngoài chính đảo Crete, nơi Minos hoạt động. Ông cũng thường được kết nối bởi các tác giả cổ đại với miền trung Hy Lạp.

### Kiếp sau
Theo các truyền thuyết sau này (khoảng năm 400 TCN), vì sự chính trực không thể thay đổi của mình, ông đã trở thành một trong những thẩm phán của người chết ở thế giới dưới lòng đất, cùng với Aeacus và Minos. Ông được cho là người đánh giá linh hồn của người phương đông, Aeacus phụ trách người phương Tây, trong khi Minos có phiếu bầu (Plato, Gorgias 524A). Ông được miêu tả trong quyển 4 và 7 của Homer Odyssey. Virgil (69-18 TCN) đặt Rhadamanthus trở thành một trong những thẩm phán và người trừng phạt những kẻ không xứng đáng trong thế giới ngầm (Tartarus) của Aeneid.
Homer đã kể rằng ông sống trong Cánh đồng Elysian (Odyssey iv. 564), thiên đường cho những người con trai bất tử của thần Zeus. Pindar nói rằng anh ta là cánh tay phải của Cronus (đang cai trị Elysium) và là thẩm phán duy nhất của người chết. Lucian miêu tả Rhadamanthus là người bên cạnh của các anh hùng trên Quần đảo Blest trong Lịch sử đích thực. 